# Cartoccio di ricotta
Il cartoccio di ricotta, chiamato anche Macallè,  ha origini che risalgono al 1600, è un dolce fritto, farcito con ricotta di pecora zuccherata, tipico di Palermo ma comunemente prodotto in tutta la Sicilia. Esiste dello stesso una variante con crema pasticciera. Il cartoccio ha la forma di un cannolo gonfiato. Un dolce analogo è la raviola di ricotta, che ha la forma di una mezzaluna. Nella Sicilia orientale e in particolare nel ragusano, per tradizione, è usata la ricotta iblea (spesso di mucca Modicana), dal sapore più delicato rispetto alla classica ricotta di pecora.